# Попов, Фёдор Николаевич
Фёдор Николаевич Попов (22 апреля 1897 — 5 августа 1955, Франция) — участник Белого движения на Юге России, командир донских артиллерийских частей, войсковой старшина.

## Биография
Казак станицы Каргинской Верхне-Донского округа Области Войска Донского.
Среднее образование получил в Новочеркасской гимназии, по окончании которой поступил в Санкт-Петербургский политехнический институт.
С началом Первой мировой войны поступил в Михайловское артиллерийское училище, по окончании ускоренного курса которого 29 июня 1916 года был выпущен прапорщиком в комплект Донских казачьих батарей. Состоял в запасной Донской казачьей батарее, произведен в хорунжие 8 мая 1917 года.
В Гражданскую войну участвовал в Белом движении на Юге России. В Донской армии — командир 36-й Донской казачьей батареи, сотник. В Русской армии — командир лейб-гвардии 1-й Донской казачьей батареи, затем 4-й Донской казачьей батареи, есаул. Награждён орденом Св. Николая Чудотворца
За то, что в бою 17 июля 1920 года, когда красные, сосредоточив в районе станции В.Токмак четыре бронепоезда, открыли убийственный огонь по нашим наступающим частям, он, будучи старшим офицером батареи и командуя в то время взводом той же батареи, вынесся вперед своих цепей и, рискуя погибнуть под жесточайшим орудийным и пулеметным огнем бронепоездов, подошел к самому полотну железной дороги и, моментально став на позицию, меткой стрельбой разогнал все четыре броневика, нанеся им большой урон и повреждения. В итоге он не только помог нашим частям занять с. В.Токмак, но и забрать два бронепоезда красных.
Эвакуировался из Крыма на остров Лемнос. Произведен в войсковые старшины 1 июня 1921 года. Осенью 1925 года — в составе 5-го Донского казачьего полка в Болгарии.
В эмиграции во Франции. В течение многих лет состоял членом Союза донских артиллеристов. Умер в 1955 году в Ла Болле. Похоронен на кладбище Сент-Женевьев-де-Буа. Его жена Дарья Филипповна (1899—1971) похоронена там же.

## Награды
- Орден Святителя Николая Чудотворца (Приказ Главнокомандующего № 239, 10 июля 1921)